# Assemblée générale de l'Ohio
Pour les articles homonymes, voir Assemblée générale (homonymie).

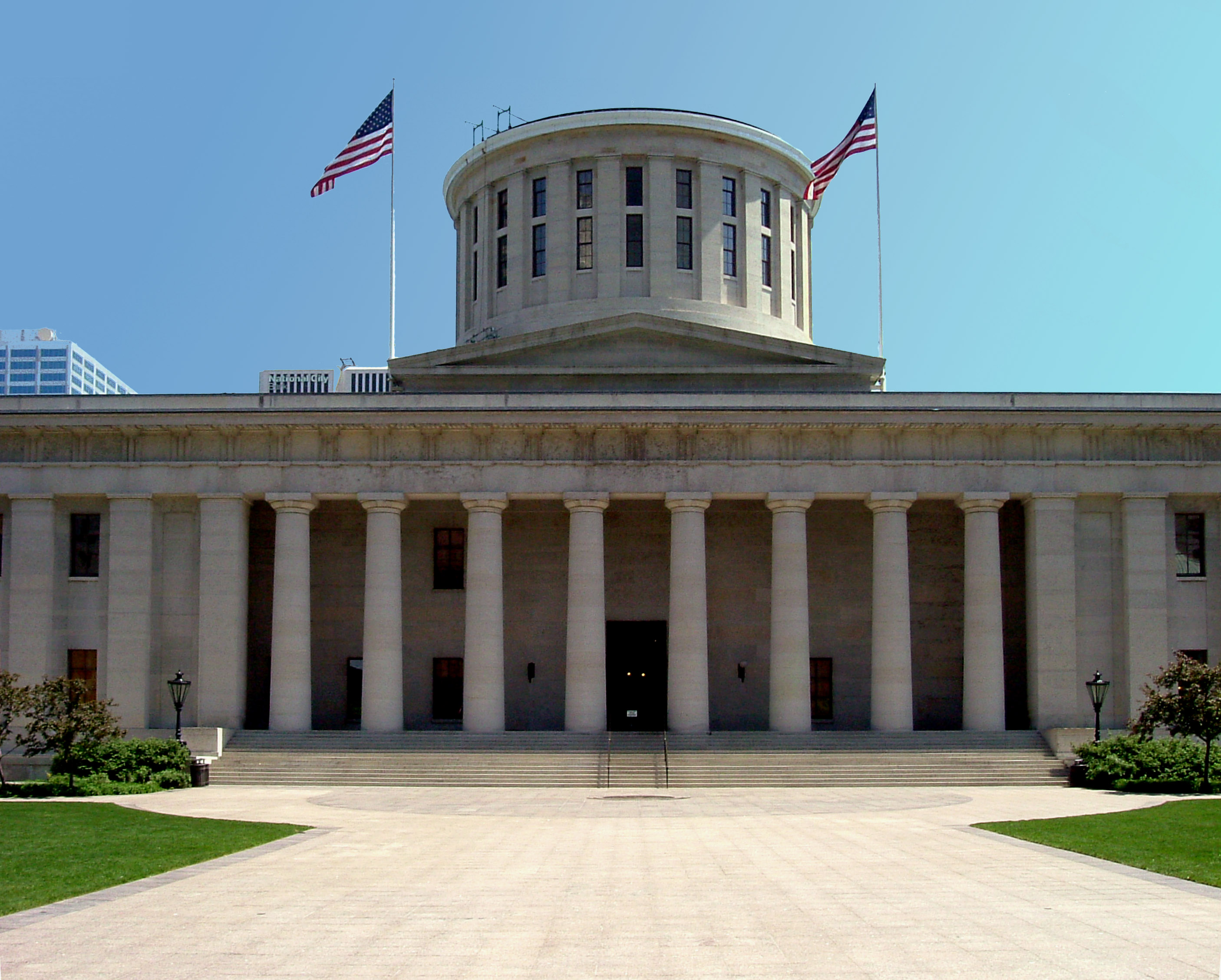
Le Capitole de l'État d'Ohio.

L'Assemblée générale de l'Ohio (en anglais : Ohio General Assembly) est l'organe législatif du gouvernement de l'État américain de l'Ohio. Parlement bicaméral, l'Assemblée générale est composée de la Chambre des représentants de l'Ohio (99 membres) et du Sénat de l'Ohio (33 membres). Elle se réunit dans le Capitole de l'État d'Ohio à Columbus.
À la suite des élections de 2016, le Parti républicain dispose des plus larges majorités pour un parti à l'Assemblée générale depuis 50 ans, avec 66 sièges à la Chambre des représentants et 24 au Sénat.